# Gyála (Szerbia)
Gyála (szerbül Ђала / Đala) település a szerbiai Vajdaság Észak-bánsági körzetében, közigazgatásilag Törökkanizsa községhez tartozik.

## Fekvése
A Bánság északi részén, közvetlenül a magyar határon, Törökkanizsa városától kb. 12 km-re északra fekszik. Kishatárforgalmú határátkelőhely köti össze a magyarországi Tiszaszigettel. Nyugatról a falu a Tiszával határos.

## Története
A mai Gyála település közelében egykor Kisgyála feküdt. A régi Kisgyála községből csupán egy templomrom nyomai maradtak fenn, melynek környékét a nép ma is Mala-Gyala (Kis-Gyála) néven nevezi. 
Gyála valószínűleg a 15. század eleje körül keletkezett. 1450-ből ismertek voltak birtokosai is; ekkor Erdélyi Miklós és Bessenyő János birtokaként volt említve. Később Temesvári Bodó Péter is szerzett itt birtokrészeket, melyeket 1510-ben Sárszegi István szegedi ispánnak és kir. sókamarásnak adott zálogba, aki szintén zálogba tovább adta Pestyéni Györgynek. 
1482-ben az oklevelek már oppidumnak írták; ugyanekkor említették vásárjogát is.
Az 1557-1558. évi török összeírás szerint ekkor 16 magyar jobbágy lakta. 1561-ben Zay Ferenc, Liszti János és Viczmándy Mátyás voltak birtokosai. 
1582-ben még lakott helyként volt említve, azonban hamarosan elpusztult. 
1622-ben II. Ferdinánd király e pusztát Béky Mátyásnak adományozta. 1647-ben még mindig puszta telekként szerepelt. 
1696-ban az egri káptalan királyi adomány alapján báró Buttler Jánost iktatta itt be. 
1701-ben a csanádi püspök is jogot formált hozzá, de nem tudta megszerezni. 1718-ban Gyálát a temesvári bánságba osztották be. 
A mai Gyála helység helyén a középkorban Nagy-Gyála feküdt. E helységről a 15. század elejétől kezdve vannak adatok. 
1411-ben Gyálai Mihály birtoka, fia László 1449-ben és 1453-ban szomszéd birtokosként szerepelt a keresztúri hatalmaskodás ügyében. 
1557-1558-ban, hódoltsági helységként a temesvári vilajethez tartozott, 10 adóköteles házzal. Lakosai mind magyarok voltak. 
1561-ben Gyálai István és János voltak a földesurai. 1582-ben még két magyar lakosa volt, akik juhtenyésztéssel foglalkoztak. A 16. század végén a település elpusztult. 
1622-ben a Gyálai család kihalta után II. Ferdinánd király Nagy-Gyála pusztát Béky Mátyásnak adományozta. Nem sokkal ezután szerb lakosok szállották meg, mert 1647-ben már ismét lakott volt. 
1696-ban, a törökök kiűzése után, báró Buttler Jánost iktatták be Nagy-Gyála birtokába, 1700-1701-ben a csanádi püspök is igényt tartott rá, de eredménytelenül. A törökök kiűzetése után a falu ismét népesedni kezdett és 1717-ben már 35 házból állt. 
1783-ban a pozsonyi kamara 25 évre bérbe adta Szeged városának. 1848-ig a kamara volt a földesura. 
1849 március 26-án Igmándy őrnagy 1500 honvéddel 2500 szerb felkelőt szórt szét e helység mellett. 
1851-ben Fényes Elek írta a településről:
Gyála, rác falu, Torontál vármegyében, Szegedhez délre 1 3/4 mérföldnyire: 120 katholikus, 1712 óhitű, 6 zsidó lakossal, óhitű anyatemplommal, sok réttel és legelővel, 107 7/8 egész jobbágytelekkel. Óhitű rác lakosai magyarul is beszélnek. Földesura a kamara.
A szőregi kincstári uradalom megszűntével a Wiener Bank-Verein vette meg az itteni kincstári birtokokat, melyek később gróf Szapáry Géza főudvarmester és fia, Pál birtokába kerültek. Pál azonban több részre osztva eladta.
Szapáry Géza 1888-ban egy kastélyt építtetett itt.
Az 1900-as évek elején Lichtenegger Gyula és neje Csorja Zsuzsánna és Récsey Ede voltak a helység nagyobb birtokosai. 
Gyála 1920-ig Torontál vármegye Törökkanizsai járásához tartozott, majd osztozott a többi bánsági település sorsában, 1941-44-ben maradt Jugoszlávia települése.

### Daróczfalu
A település szomszédságában feküdt a középkorban Daróczfalu is, melyről az 1451-1454. évi oklevelek emlékeztek meg.

## Közlekedése
A faluból kivezető – a határátkelőhöz vezető rövid utat nem számítva – egyetlen közút a tőle délre fekvő Ókeresztúr (Srpski Krstur) faluval köti össze. Ókeresztúron át Törökkanizsára vezető vasútvonalán a pályát az országhatártól Törökkanizsáig már régebben felszedték.

## Népesség

### Demográfiai változások
| 1948 | 1953 | 1961 | 1971 | 1981 | 1991 | 2002 | 2011 |
| ---- | ---- | ---- | ---- | ---- | ---- | ---- | ---- |
| 1823 | 1761 | 1723 | 1578 | 1325 | 1072 | 1004 | 796  |

## Nevezetességei
- A falu fő terén barokk stílusú ortodox szerb templom van, mely 1794-ben épült.
- A helybeliek büszkék az itteni diófákra, amelyekből állítólag a falu lakosainál is több, 1050 darab van.

## Híres gyálaiak
- Kassai Vidor (1840–1928) színész, Jászai Mari férje.